# Контрольная карта Шухарта

Контрольная карта Шухарта

Контрольная карта Шухарта — визуальный инструмент, применяемый в управлении производством и бизнес-процессами, график изменения параметров процесса во времени для осуществления статистического контроля стабильности процесса. Своевременное выявление нестабильности позволяет получить управляемый процесс, без чего никакие улучшения невозможны в принципе.
Контрольные карты впервые введены в 1924 году Уолтером Шухартом с целью снижения вариабельности процессов путём исключения отклонений, вызванных несистемными причинами.
Цель построения контрольной карты — выявление точек выхода процесса из стабильного состояния для последующего установления причин появившегося отклонения и их устранения. Задачи построения контрольной карты Шухарта — определить границы системной вариативности процесса, спрогнозировать поведение процесса в ближайшем будущем на основе прошлых данных о процессе.
Выходящий параметр процесса всегда имеет изменчивость вследствие воздействия различных факторов (кратковременных отклонений входов и внутренних параметров). Таких факторов обычно много, и поэтому они частично компенсируют друг друга. Вследствие этого в стабильном состоянии выходы процесса лежат в определённом коридоре — зоне системной вариабельности процесса. Вероятность выхода параметра за пределы этого коридора не равна нулю, но, как правило, мала.
При введении контрольных карт в организации важно определить первоочередные проблемы и использовать карты там, где они наиболее необходимы. Сигналы о проблемах могут исходить от систем управления дефектами, от претензий потребителей, от любых процессов организации.
Контрольные границы — коридор, внутри которого лежат значения при стабильном состоянии процесса. Контрольные границы рассчитываются по формулам, жестко привязанным к типу карты; эти границы вычисляются по данным о процессе, и никак не связаны с допусками:
- CL — центральная линия (обычно среднее значение или медиана по некоторому объёму данных),
- LCL — нижняя контрольная граница,
- UCL — верхняя контрольная граница.

Признаки особой изменчивости сигнализируют о нарушении стабильности (управляемости) процесса:
- выход точек за верхнюю или нижнюю границы контрольной карты,
- 7 или более точек подряд лежат по одну сторону от средней линии,
- более 6 точек монотонно возрастают или убывают.

Есть и другие признаки; но установившегося общепринятого набора дополнительных правил чтения контрольных карт нет, поэтому рекомендуется использовать в первую очередь правило Шухарта (выход точек за границы), а все прочие вводить по мере накопления опыта при необходимости.
По шкале измерения карты подразделяются на качественные и количественные.
Среди возможных вариантов по выборочному параметру — карты индивидуальных значений, скользящих размахов, среднего, среднеквадратического отклонения, медианы, размаха.